# 1956年コルチナ・ダンペッツオオリンピックのオーストリア選手団
1956年コルチナ・ダンペッツオオリンピックのオーストリア選手団（1956ねんコルチナ・ダンペッツオオリンピックのオーストリアせんしゅだん）は、1956年1月26日から2月5日まで、イタリアのコルティーナ・ダンペッツォで開催された1956年コルチナ・ダンペッツオオリンピックのオーストリア選手団、およびその競技結果。

## 概要
今大会は金メダル4個、銀メダル3個、銅メダル4個の合計11個のメダルを獲得した。
アルペンスキーでは、トニー・ザイラーが滑降、大回転、回転の男子全3種目を制覇し話題となった。

## メダル
| メダル | 選手名                                      | 競技               | 種目         |
| ------ | ------------------------------------------- | ------------------ | ------------ |
| 金     | トニー・ザイラー                            | アルペンスキー     | 男子滑降     |
| 金     | トニー・ザイラー                            | アルペンスキー     | 男子大回転   |
| 金     | トニー・ザイラー                            | アルペンスキー     | 男子回転     |
| 金     | エリザベート・シュバルツ クルト・オッペルト | フィギュアスケート | ペア         |
| 銀     | アンデアル・モルテラー                      | アルペンスキー     | 男子大回転   |
| 銀     | ヨゼフィーヌ・フランドゥル                  | アルペンスキー     | 女子大回転   |
| 銀     | レギーナ・シェプフ                          | アルペンスキー     | 女子回転     |
| 銅     | アンデアル・モルテラー                      | アルペンスキー     | 男子滑降     |
| 銅     | ヴァルター・シュスター                      | アルペンスキー     | 男子大回転   |
| 銅     | ドロテア・ホッホライトナー                  | アルペンスキー     | 女子大回転   |
| 銅     | イングリート・ヴェンドル                    | フィギュアスケート | 女子シングル |